# Cécile Manorohanta
Cécile Manorohanta, var premiärminister i Madagaskar 2009. 